# Баттонуиллоу (аэропорт)
Аэропорт Элк-Хилс/Баттонуиллоу (англ. Elk Hills-Buttonwillow Airport), (FAA LID: L62) — государственный гражданский аэропорт, расположенный в пяти километрах к югу от делового центра города Баттонуиллоу, округ Керн (Калифорния), США.
Аэропорт обслуживает главным образом рейсы авиации общего назначения.

## Операционная деятельность
Аэропорт Элк-Хилс/Баттонуиллоу занимает площадь в 88 гектар, расположен на высоте 100 метров над уровнем моря и эксплуатирует одну взлётно-посадочную полосу:
- 11/29 размерами 994 х 15 метров с асфальтовым покрытием.